# قطعنامه ۲۲۱ شورای امنیت
قطعنامه ۲۲۱ شورای امنیت سازمان ملل متحد که در تاریخ ۰۹ آوریل ۱۹۶۶ تصویب شد، سندی بین‌المللی دربارهٔ سؤال دربارهٔ وضعیت در روزدیای جنوبی است. این قطعنامه طی نشست ۱۲۷۷ام با ۱۰ موافق، ۰ مخالف و ۵ ممتنع تصویب شد.